# Cnossos
Cnossos, Knossos sau Cnosos (în greacă Κνωσός, Knōsós [knoˈsos]) este un sit arheologic situat la 5 km sud-est de Heraklion, capitala insulei Creta, în care se află ruinele unei importante așezări și ale unui palat minoic, descoperite și restaurate între 1900-1931 de către arheologul englez Sir Arthur Evans. Lucrările de reconstrucție s-au bazat pe vechi imagini ale palatului găsite pe frescele minoice locale.
Conform miturilor antice, labirintul minotaurului s-ar fi aflat sub palatul lui Minos. Scanări recente geofizice prin metoda Georadar GPR (Ground Penetrating Radar) au ajuns la concluzia că sub palat nu există nici un labirint, ci numai canale subterane de deversare a apelor rezultate din gospodărirea clădirii.
Primele urme de locuire în perimetrul Cnossos datează din anii 7.000 î.e.n., iar primul palat din 1.900 î.e.n. A fost abandonat complet în anii 1.100 î.e.n. ca urmare a unor cutremure succesive si invazii.
Palatul din Cnossos a fost de departe cel mai mare al civilizației minoice, acoperind 12.000 mp doar cu clădirea sa principală și 20.000 mp atunci când sunt luate în considerare clădirile separate.  Avea o scară monumentală care ducea la camerele de stat la un etaj superior.  La parter se afla un centru de cult ritual.  Magazinele palatului ocupau șaisprezece camere, principala caracteristică a acestora fiind pithoi-urile care erau borcane mari de depozitare de până la cinci picioare înălțime.  Au fost folosite în principal pentru depozitarea uleiului, lânii, vinului și cerealelor.  Obiecte mai mici și mai valoroase au fost depozitate în ciste căptușite cu plumb.  Palatul avea băi, toalete și un sistem de drenaj.  La Cnossos a fost găsit un teatru care ar fi găzduit 400 de spectatori (unul anterior a fost găsit la Phaestos).  Zona orchestrală era dreptunghiulară, spre deosebire de modelele ateniene ulterioare, și probabil erau folosite pentru dansuri religioase.
Toate piesele originale (fresce, ceramică, obiecte de cult religios, podoabe etc.) se găsesc în prezent la Muzeul Arheologic din Heraklion (muzeu care găzduiește exclusiv piese de pe insula Creta). La Cnossos sunt expuse numai copii ale acestora.
Colecția minoică de tăblițe de argilă din Cnossos a dispărut demult.

## Galerie de imagini

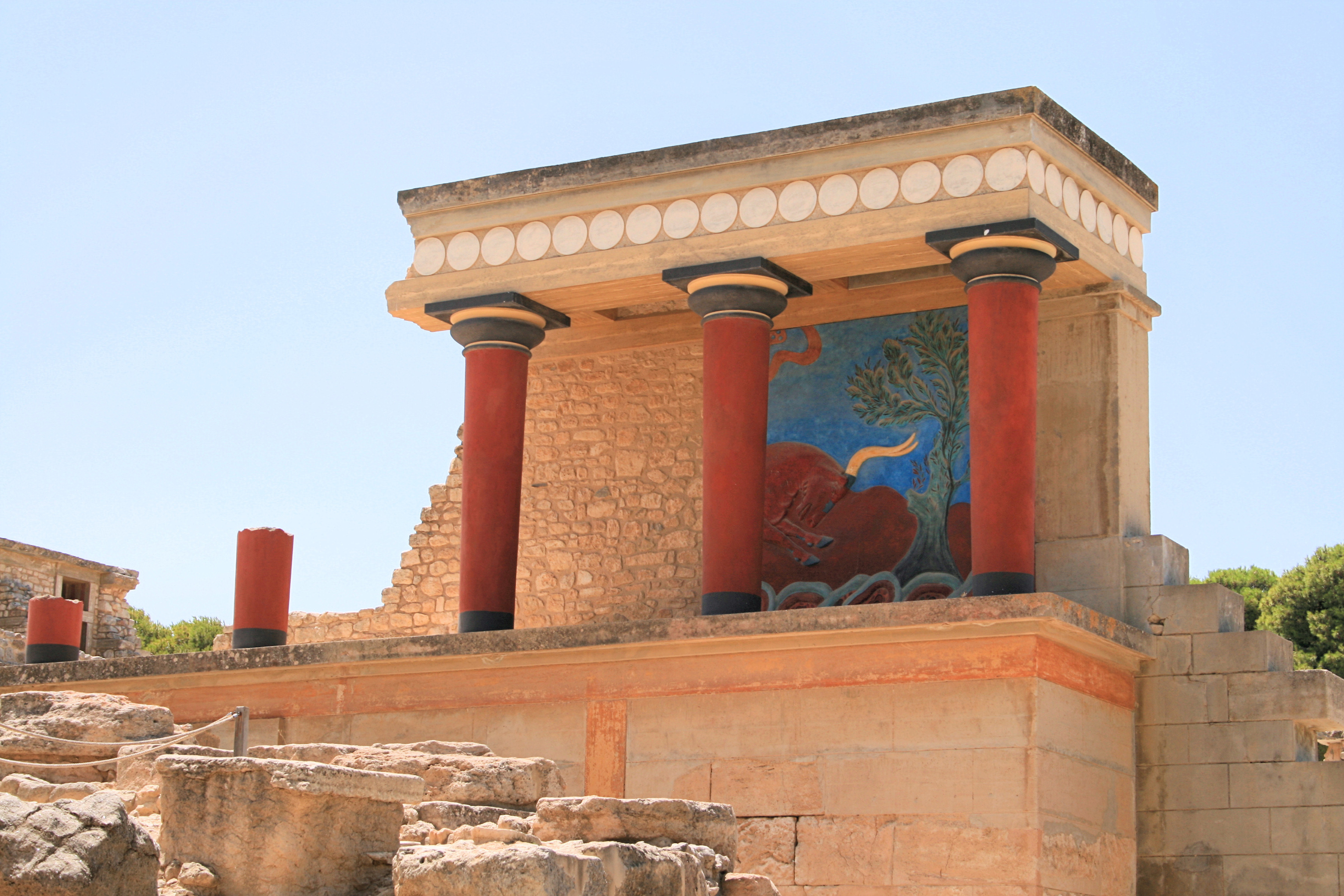
Intrarea de Nord a palatului
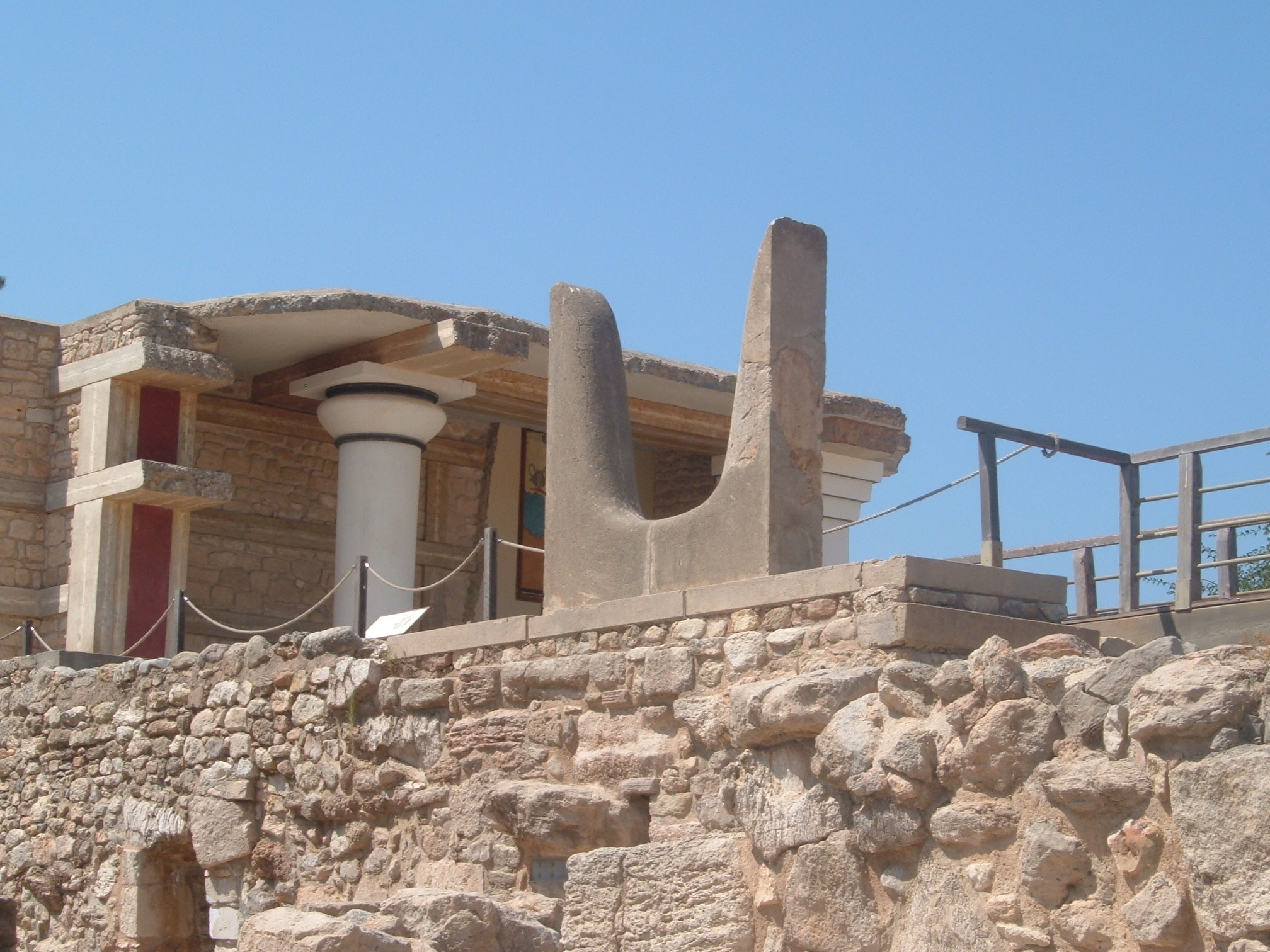
Intrarea de Sud a palatului şi Coarnele sacre ale taurului
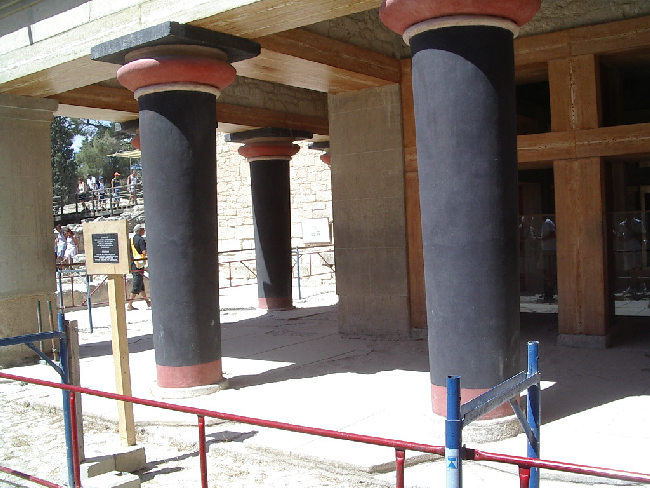
Apartamentele Regelui Minos
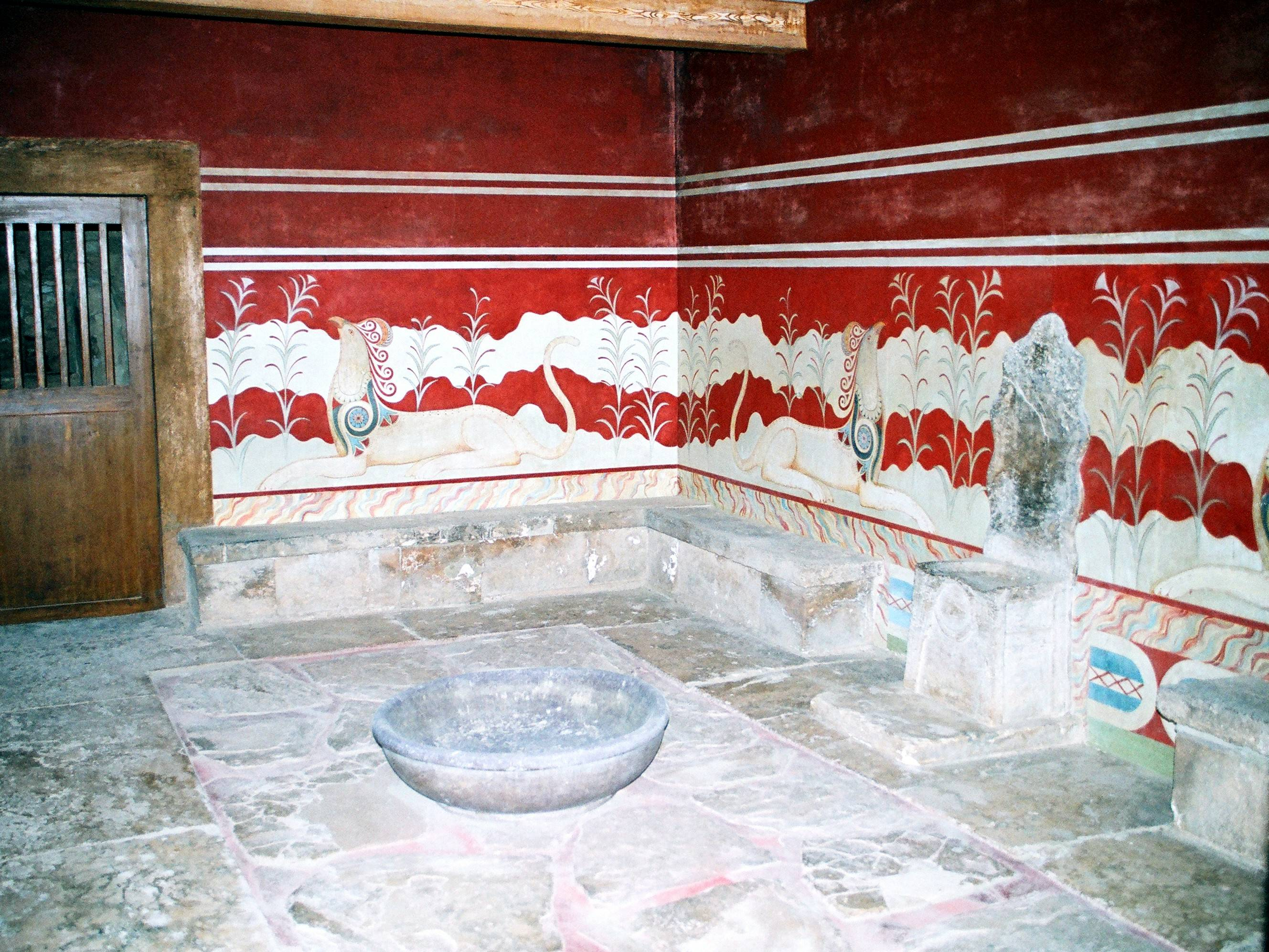
Sala Tronului (cu tronul din alabastru)
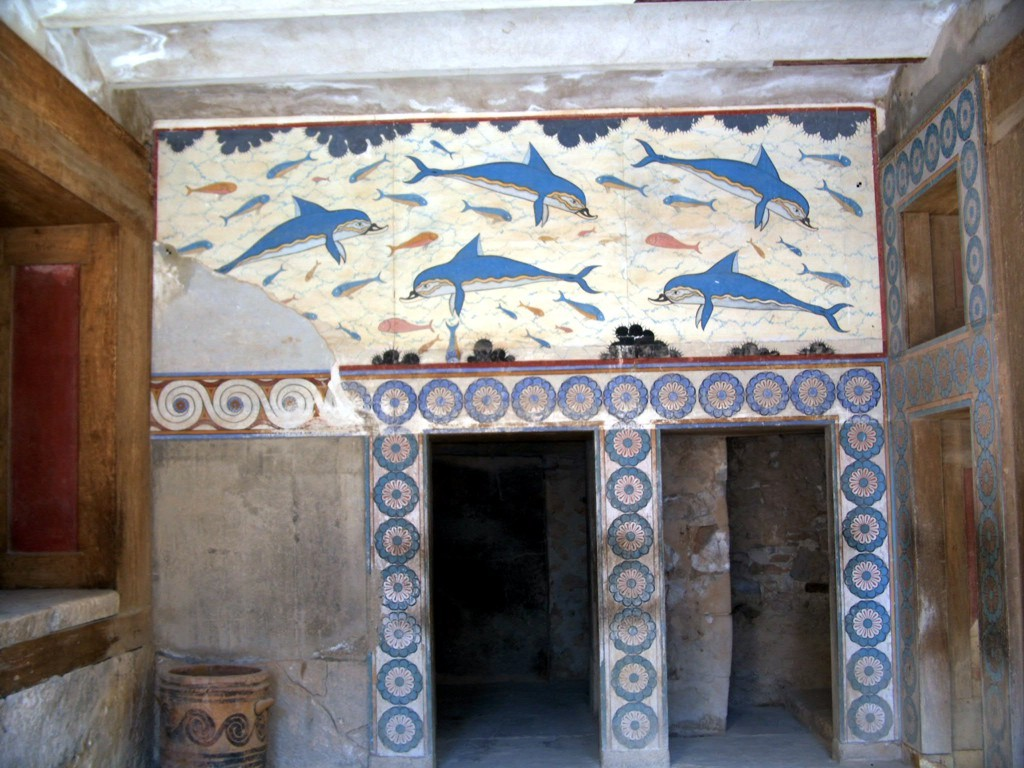
Apartamentul Reginei (frescă cu delfini şi rozete policrome)
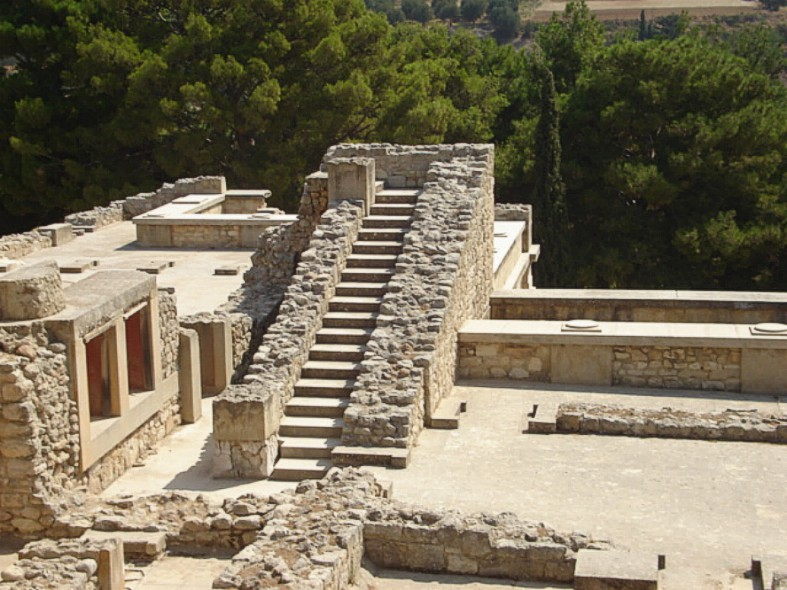
Scara Principală
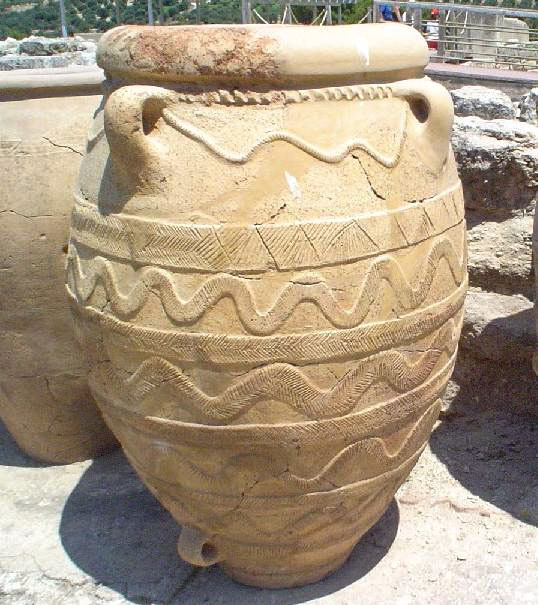
Amforă minoică "Pithoi"
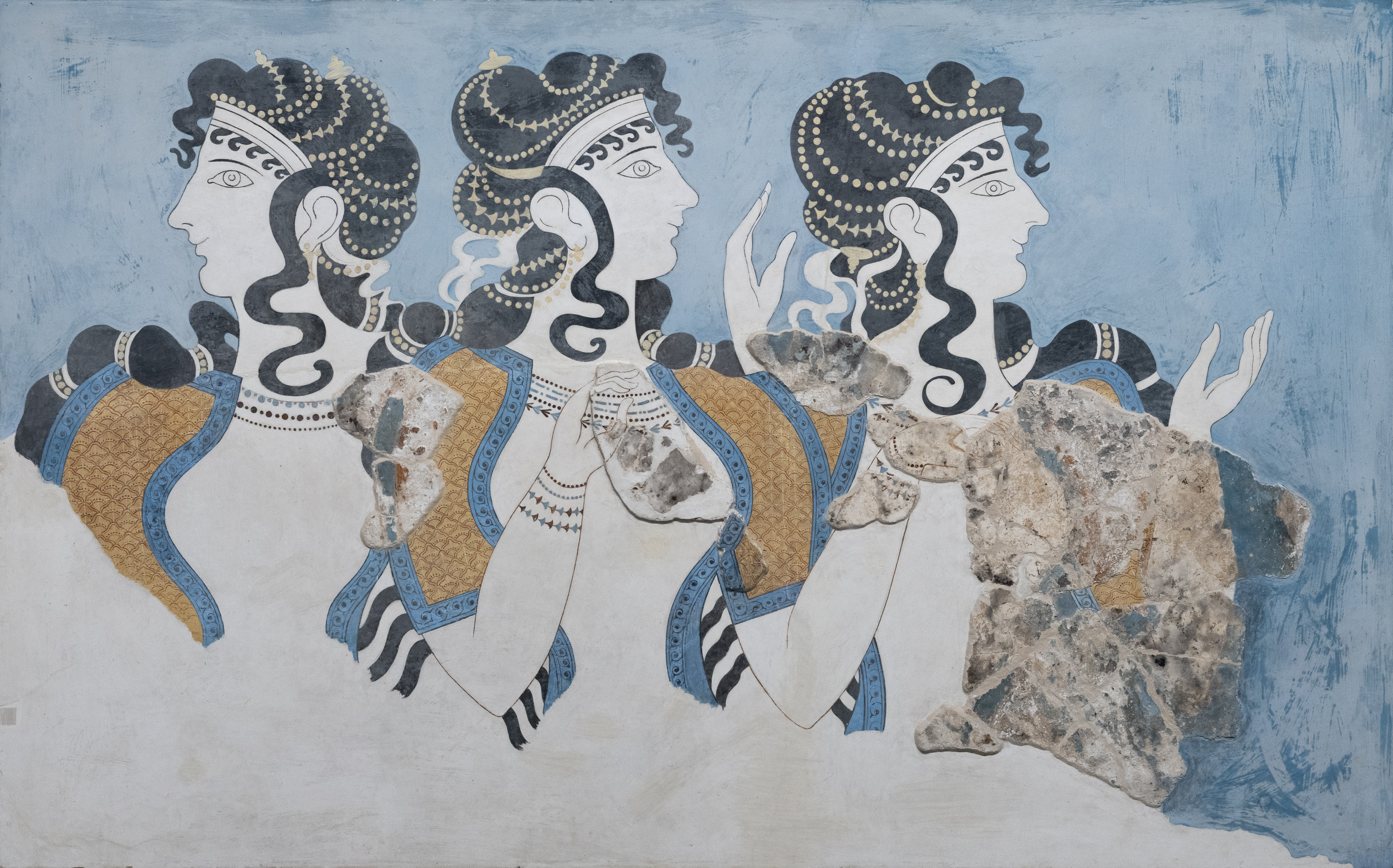
Fresca "Femei în albastru"
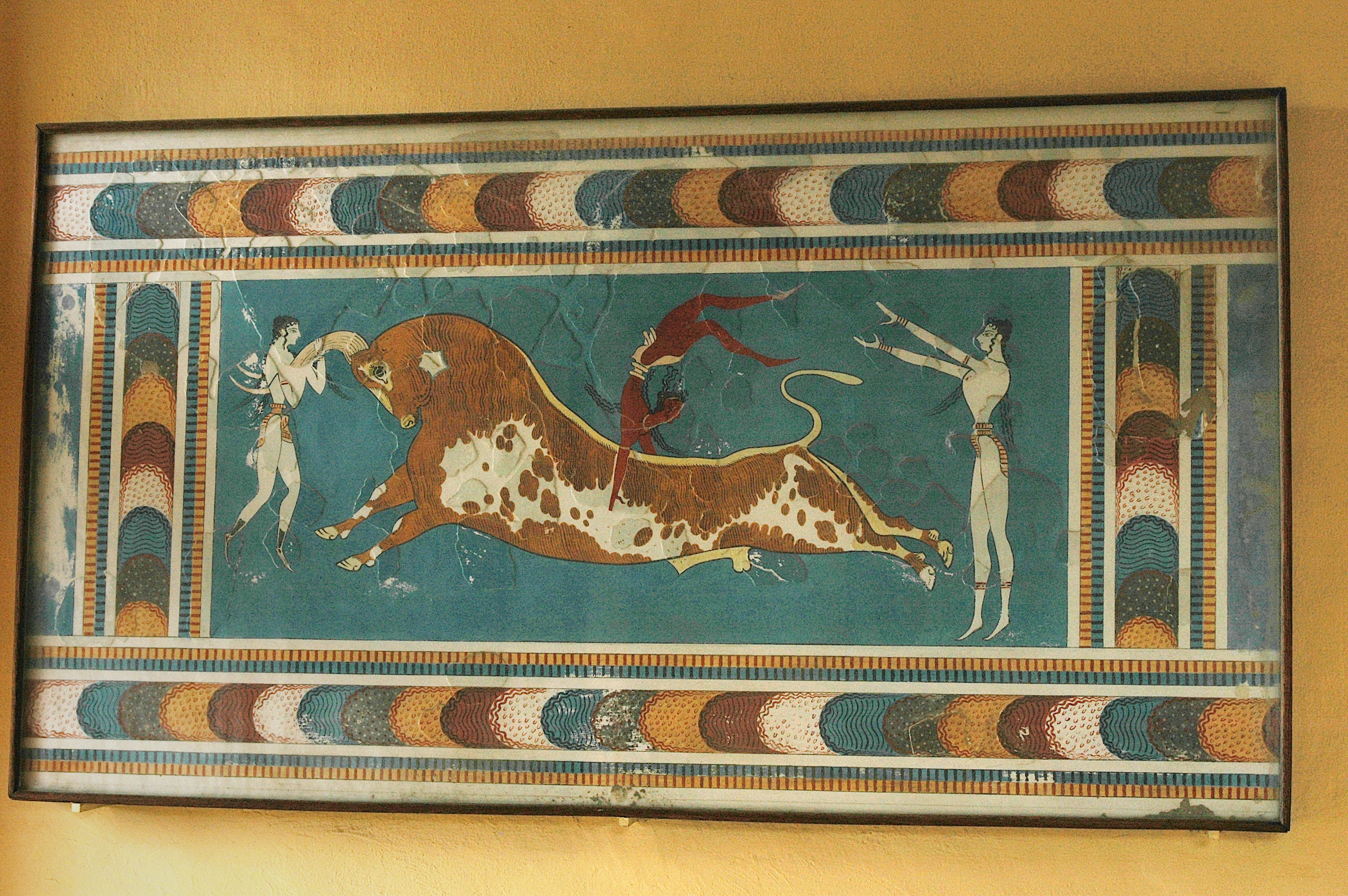
Fresca "Săritori peste taur"
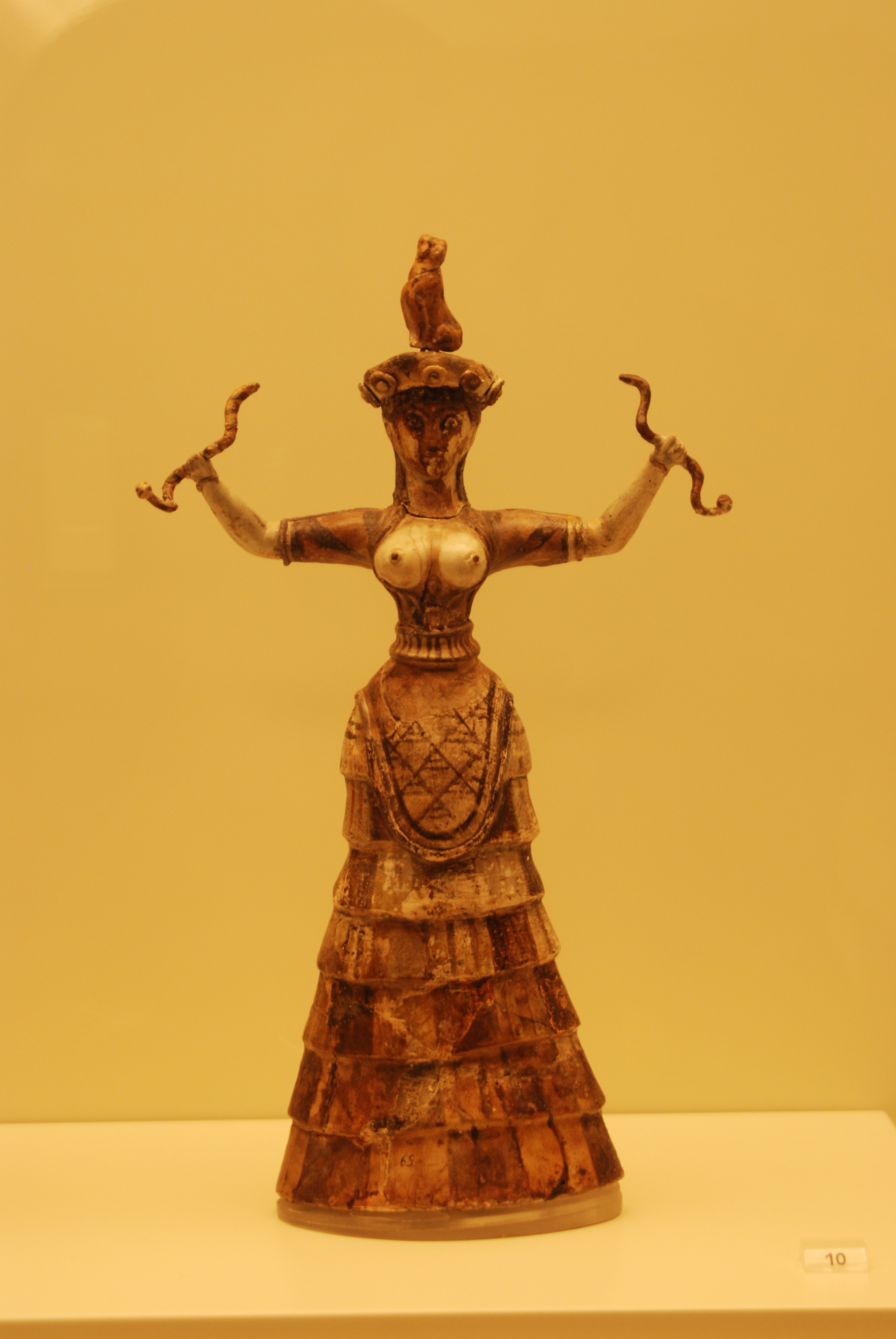
Zeiţa-şarpe din faianţă, 1700-1450 î.C. (Muzeul Arheologic din Heraklion)